# 단순환
환론에서 단순환(單純環, 영어: simple ring)은 비자명 아이디얼을 갖지 않는 비자명 환이다. 군론에서의 단순군(정규 부분군을 갖지 않는 군)에 대응되는 개념이다.

## 정의
(곱셈 항등원을 갖는) 환 {\displaystyle R}가 다음 두 성질을 만족시킨다면, {\displaystyle R}를 단순환이라고 한다.
- {\displaystyle R\neq \{0\}}이다. 즉, 자명환이 아니다.
- {\displaystyle R}의 모든 (양쪽) 아이디얼 {\displaystyle {\mathfrak {a}}\subset R}에 대하여, {\displaystyle {\mathfrak {a}}=\{0\}}이거나 {\displaystyle {\mathfrak {a}}=R}이다. 즉, 영 아이디얼을 제외한 진 아이디얼을 갖지 않는다.

단순환 {\displaystyle A}의 중심 {\displaystyle \operatorname {Z} (A)}은 항상 체이다. (이는 임의의 {\displaystyle a\in A}에 대하여, {\displaystyle a\neq 0}이라면 주 아이디얼 {\displaystyle (a)=A}이므로 {\displaystyle a}가 가역원이기 때문이다.) 체 {\displaystyle K} 위의 단위 결합 대수 {\displaystyle A} 가운데 다음 세 조건을 만족시키는 것을 {\displaystyle K} 위의 중심 단순 대수(中心單純代數, 영어: central simple algebra)라고 한다.
- {\displaystyle A}는 단순환이다.
- {\displaystyle \dim _{K}A}는 유한하다. 즉, {\displaystyle K} 위의 유한 차원 단위 결합 대수이다.
- {\displaystyle \operatorname {Z} (A)=K}이다. 즉, 중심이 정확하게 {\displaystyle K}이다.

즉, 모든 아르틴 단순환은 스스로의 중심 위의 중심 단순 대수를 이룬다.

## 성질
극대 아이디얼에 대한 몫환은 단순환이다. 특히, 모든 체나 나눗셈환은 단순환이다.
어떤 환 {\displaystyle R}에 대한 행렬환 {\displaystyle \operatorname {Mat} (n;R)}의 아이디얼은 {\displaystyle R}의 아이디얼과 일대일 대응하므로, 단순환에 대한 행렬환은 단순환이며, 비단순환에 대한 행렬환은 비단순환이다.

### 스콜렘-뇌터 정리
체 {\displaystyle K} 위의 단순 대수 {\displaystyle A}와 중심 단순 대수 {\displaystyle B}가 주어졌다고 하자. 스콜렘-뇌터 정리(영어: Skolem–Noether theorem)에 따르면, 임의의 두 {\displaystyle K}-단위 결합 대수 준동형
{\displaystyle f,g\colon A\to B}
에 대하여, 다음 조건을 만족시키는 가역원 {\displaystyle b\in \operatorname {Unit} (B)}이 존재한다.
{\displaystyle g(a)=bf(a)b^{-1}\qquad \forall a\in A}
특히, 중심 단순 대수의 모든 자기 동형은 내부 자기 동형 {\displaystyle a\mapsto bab^{-1}}이다.

## 분류
단순환에 대하여 왼쪽 아르틴 환 및 오른쪽 아르틴 환 조건이 서로 동치이다. 아르틴-웨더번 정리(영어: Artin–Wedderburn theorem)에 따르면, 왼쪽 아르틴 환 또는 오른쪽 아르틴 환인 단순환 {\displaystyle R}는 나눗셈환 위의 행렬환과 동형이다.:154, Theorem 5.3
{\displaystyle R\cong \operatorname {Mat} (n;D)}
여기서 {\displaystyle D}는 나눗셈환이며, {\displaystyle \operatorname {Mat} (n,D)}는 환 {\displaystyle D}에 대한 {\displaystyle n\times n} 행렬환이다. 또한, 이러한 표현은 유일하다. 즉, {\displaystyle D}와 {\displaystyle n}은 유일하게 결정된다.
구체적으로, {\displaystyle R}가 왼쪽 아르틴 환이라고 하자. {\displaystyle R}는 단순환이므로 충실한 단순 왼쪽 가군 {\displaystyle _{R}M}을 갖는다. 슈어 보조정리에 의하여 {\displaystyle D=\operatorname {End} (_{R}M)}은 나눗셈환이며, 왼쪽 아르틴 환 조건에 의하여 {\displaystyle _{D}M}는 항상 유한 차원 자유 가군이며, 제이컵슨 조밀성 정리에 의하여 {\displaystyle R\cong \operatorname {End} (_{D}M)}이다. 즉, {\displaystyle n=\dim _{D}M}으로 놓으면, {\displaystyle R\cong \operatorname {Mat} (n;D)}이며, 또한 {\displaystyle _{R}R\cong {}_{R}M^{\oplus n}}이다.
만약 {\displaystyle R}가 오른쪽 아르틴 환인 경우에도 마찬가지 구성을 사용할 수 있다.
따라서, 아르틴 단순환의 분류는 그 중심체 위의 유한 차원 나눗셈환의 분류로 귀결된다. 이는 체 {\displaystyle K}의 브라우어 군으로 결정된다.

## 예
모든 체와 모든 나눗셈환은 단순환이다.
바일 대수 {\displaystyle K\langle x,p\rangle /(xp-px-1)}는 단순환이다. 그러나 이는 왼쪽 아르틴 환이나 오른쪽 아르틴 환이 아니며, 따라서 아르틴-웨더번 정리에 해당하지 않는다.
자명환은 정의에 따라 단순환이 아니다.

## 역사
1927년에 토랄프 스콜렘은 스콜렘-뇌터 정리를 발표하였으며, 1933년에 에미 뇌터가 독자적으로 재발견하였다.:189, §5